# فرانک سو
فرانک سودو (انگلیسی: Frank Soo؛ ۱۲ مارس ۱۹۱۴ – ۲۵ ژانویهٔ ۱۹۹۱) یک بازیکن فوتبال اهل بریتانیا بود.
فرانک سو نخستین بازیکن غیر سفیدپوست تیم ملی انگلستان بود.

## آغاز زندگی
مادر فرانک، بئاتریس، انگلیسی و پدر او، کوان، چینی بود. آن‌ها در منچستر آشنا شدند، ازدواج کردند و همانجا زندگی کردند. آنها در این شهر یک خشکشویی داشتند. فرانک سو در ۱۲ مارس ۱۹۱۴ در بوکستون داربی‌شر زاده شد. به دلیل خشونت‌های نژادپرستانه علیه چینی‌تبارها آنها به وست داربی لیورپول مهاجرت کردند.

## فوتبال
استعداد فوتبالی سو خیلی زود خودش را نشان داد. او سال ۱۹۳۲ به باشگاه فوتبال پرسکوت کابلس پیوست. در سال ۱۹۳۳ با اینکه تیم‌های لیورپول و اورتون خواهان فرانک سو بودند با قراردادی ۴۰۰ پوندی به باشگاه فوتبال استوک سیتی پیوست و در سال ۱۹۳۸ کاپیتان آن تیم شد. فرانک سو نخستین بازی ملی خود را در سال ۱۹۴۲ انجام داد. فرانک سو در دوره جنگ جهانی دوم در نیروی هوایی پادشاهی بریتانیا خدمت می‌کرد. پس از جنگ که فدراسیون فوتبال انگلستان لیگ این کشور را تعطیل کرده بود به بازی باشگاهی در لیگ‌های منطقه‌ای ادامه داد. سو پس از بازی فوتبال به مربی‌گری پرداخت.
خروج او از بریتانیا در سال ۱۹۵۲ باعث رفتن او از یادها شد. فرانک سو توانست تیم فوتبال نروژ را به المپیک ۱۹۵۲ برساند و با باشگاه فوتبال دیورگاردن در سال ۱۹۵۵ قهرمان لیگ سوئد شد. پست مربی‌گری او در فصل ۶-۱۹۶۵ بود. از زندگی سو پس از آن اطلاعات زیادی در دسترس نیست. گفته می‌شود که او در اواسط دهه ۱۹۷۰ به شمال غربی بریتانیا کوچ کرد و سپس در استوک ساکن شد.

## بیماری و مرگ
وقتی فرانک به انگلستان برگشت، از آلزایمر رنج می‌برد. درمان او نیز اثربخش نبود. فرانک سو در ۲۵ ژانویه ۱۹۹۱ به دلیل ابتلا به بیماری زوال عقل در استافوردشر درگذشت.